# Cutigliano
Cutigliano es una localidad italiana de la provincia de Pistoia, región de Toscana, con 1.623 habitantes.

Ubicación de la ciudad de Cutigliano dentro de la provincia de Pistoia.

## Evolución demográfica
| Gráfica de evolución demográfica de Cutigliano entre 1861 y 2001 |
|                                                                  |
| Fuente ISTAT - Elaboración gráfica por parte de Wikipedia        |